# La Motte-Tilly
La Motte-Tilly – miejscowość i gmina we Francji, w regionie Grand Est, w departamencie Aube. Przez miejscowość przepływa Sekwana.
Według danych na rok 1990 gminę zamieszkiwało 330 osób, a gęstość zaludnienia wynosiła 28 osób/km².

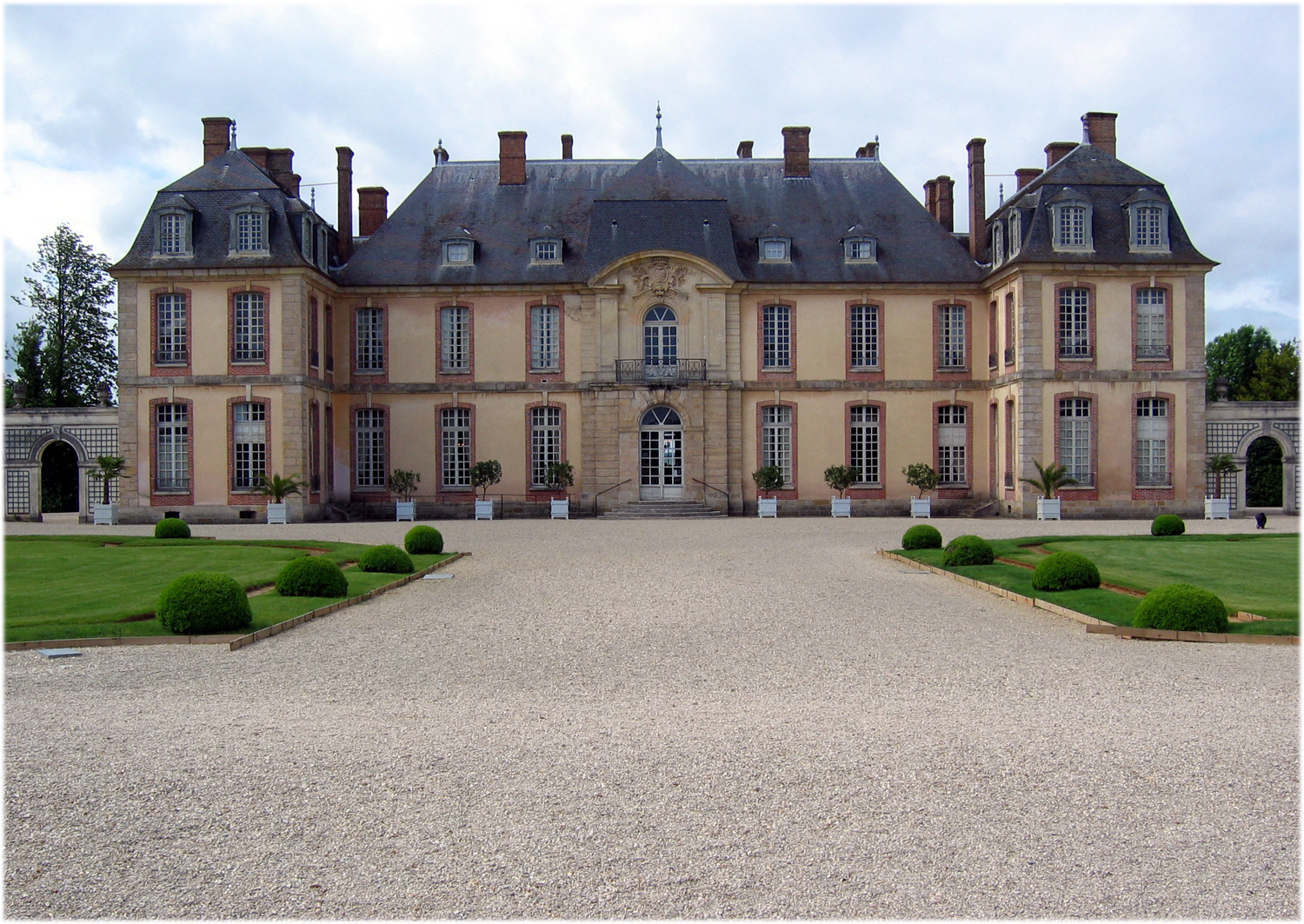
Pałac w La Motte-Tilly, 2006